# 恩斯特·卡西米尔二世 (伊森堡-比丁根)
恩斯特·卡西米尔（Ernst Casimir；1806年12月14日—1861年2月16日），出生于比丁根。伊森堡-比丁根亲王，称：恩斯特·卡西米尔二世。伊森堡-比丁根亲王恩斯特·卡西米尔一世与埃尔巴赫-勋伯格的斐迪南达女伯爵的长子。
1836年9月8日，恩斯特·卡西米尔在贝尔费尔登与埃尔巴赫-菲斯滕瑙的泰克拉女伯爵结婚，二人有三子二女：
- 布鲁诺·卡西米尔·阿尔贝特·爱弥儿·斐迪南（Bruno Casimir Albert Emil Ferdinand，1837年6月14日－1906年1月26日）；
- 阿达尔贝特（Adalbert，1839年2月17日-1885年8月29日）；
- 爱玛·斐迪南达·埃弥尔（Emma Ferdinande Emilie，1841年2月23日－1926年4月22日）；
- 阿格尼丝·玛丽·鲁特迦德（Agnes Marie Luitgarde，1843年3月20日－1912年10月17日）；
- 洛塔尔（Lothar，1851年9月27日－1888年2月23日）。